# Albert Doucet
Pour les articles homonymes, voir Doucet.
Albert A. Doucet est un agent immobilier et un homme politique canadien.

## Biographie
Albert A. Doucet est né le 4 novembre 1942 à Bathurst, au Nouveau-Brunswick. Son père est Albert Doucet et sa mère est Martha Lavigne. Il étudie au Collège Sacré-Cœur de Bathurst. Il épouse Noëlla Roy et le couple a deux enfants. 
Il est député de Nigadoo-Chaleur à l'Assemblée législative du Nouveau-Brunswick de 1991 à 1995 en tant que libéral. Il est adjoint législatif au ministre de la Santé et des Services communautaires puis ministre d'État aux Mines et à l'Énergie de 1995 à 1997. Il est aussi commissaire d'école et président du district scolaire.